# Емануель Погатець
Емануель Погатець (нім. Emanuel Pogatetz, нар. 16 січня 1983, Грац) — австрійський футболіст, який наразі виступає за австрійський ЛАСК на позиції захисника.

## Титули і досягнення
- Чемпіон Австрії (1):

«Грацер»: 2003-04
- Володар Кубка Австрії (2):

«Кернтен»: 2000-01
«Грацер»: 2003-04